# チャーリー・シーン (ミュージシャン)
チャーリー・シーン（英:Charlie Scene、本名：ジョーダン・クリストファー・テレル (Jordon Christopher Terrell）、1985年9月3日 - ）は、アメリカ合衆国のミュージシャン、ラッパー、ギタリストである。ラップコアバンド「ハリウッド・アンデッド」のメンバーである。
カリフォルニア州・バーバンクで生まれた。幼い頃からの夢はバンド活動であるため、ある日ファニー・マンと出会い。彼らは定期的に遊んで歩いていた。
以前、ハリウッド・アンデッドに加入する前は「UprightRadio」というバンドに所属しており、同バンドの2曲をレコーディングしていた。ハリウッドアンデッドでは、ラップ、ギター担当。「チャーリー・シーン」という名前は最初に頭に浮かんだ名前であるため使用した。コンサート、MV、写真撮影のセッションでは、スカーフを着用している。